# Mark O'Donnell
Mark O'Donnell (19 de julio de 1954 - 6 de agosto de 2012) fue un escritor y humorista estadounidense. Nacido en Cleveland, Ohio, recibió su Bachillerato en Artes grado de la Universidad de Harvard en 1976. Fue miembro del Harvard Lampoon, donde ocupó la posición de Ibis. Fue el escritor y libretista de tres musicales Hasty Pudding de la Hasty Pudding Theatricals de grupo.

## Trayectoria
O'Donnell y Thomas Meehan compartieron el 2003 el Premio Tony al Mejor Libro de un Musical y el premio Drama Desk por Mejor Libro de un Musical por su trabajo en Hairspray, y escribió la adaptación cinematográfica de 2007. La pareja también trabajó en otra adaptación musical, esta vez de John Waters, Cry-Baby, para lo cual recibió una nominación al Tony de 2008.
Las novelas de O'Donnell incluyen Cómo vencer Homero y que nada te Consternación. Junto con Bill Irwin, escribió Scapin, una obra de 1997 adaptada de la original de Molière.
O'Donnell es el hermano gemelo del escritor para televisión Steve O'Donnell.
Murió en 2012 tras sufrir un colapso, en su apartamento de Manhattan. Tenía 58 años.